# Anselmo Pisa
Anselmo Hugo Pisa (7 de abril de 1918 - 16 de outubro de 1965) foi um jogador de futebol e treinador italo-agentino.
Era o irmão mais novo de Silvestro Pisa e, por isso, conhecido como Pisa II. Nasceu numa tarde em que o seu pai, o internacional argentino Francisco Pisa jogava pelo seu clube, o Lanús. 

## Carreira
Anselmo Pisa começou a jogar futebol na Argentina na categorias jovens do Platense transferindo-se depois para o Banfield.
Em 1940, desembarcaria em Itália descoberto por Alfredo Di Franco, diretor desportivo da Lazio, equipa em que se estreou na Série A; Pisa continuaria no clube na temporada seguinte. Já em 1942-1943 estava na Ambrosiana-Inter .
Com a invasão aliada da Itália durante a Segunda Guerra Mundial, Anselmo Pisa mudou-se para Portugal, país neutral no conflito, ingressando no Estoril Praia onde terminaria a carreira como jogador.
Depois do fim da carreira de futebolista, Pisa estreou-se como treinador no Estoril-Praia na época 1948/49.
No ano de 1949 foi contratado como treinador do Lusitano de Évora tendo sido o cérebro por detrás da histórica subida de divisão da equipa eborense à Primeira Divisão pela primeira vez. Pisa fez a estreia na primeira divisão, tendo a sua equipa do Lusitano liderado o campeonato várias jornadas no início da competição e tendo derrotado Sporting e FC Porto em casa. Mas o argentino não continuou no Lusitano toda a temporada tendo saído a meio da época para o Torreense na segunda divisão em 1953, tendo ficado muito perto de repetir a façanha de levar outro clube à primeira divisão ainda na época 1952/53.
Após um breve regresso ao Estoril-Praia, em 1955, assinou pelo Sporting CP na qualidade de adjunto do seu compatriota Alejandro Scopelli, tendo trabalhado como treinador nos escalões de formação de júniores onde foi campeão nacional e regional (em 1956 e 1957). Por um curto período entre esses dois troféus, orientou a equipa principal leonina em 2 jogos em 1956.  Sentou-se então no banco do Beira-Mar, que também liderou pela primeira vez à Primeira Divisão. Treinou ainda o Belenenses e a CUF .
Anselmo Pisa veio a falecer em 1965 com apenas 47 anos vítima de doença prolongada.
No ano em que se comemorou o centenário do seu nascimento (7 de abril de 2018) a autarquia de Aveiro dedicou-lhe uma rua nas imediações do Estádio Municipal de Aveiro, em reconhecimento pelo grande feito de levar o Beira-Mar pela primeira vez à Primeira Divisão portuguesa 